# Brody (Lwówek)

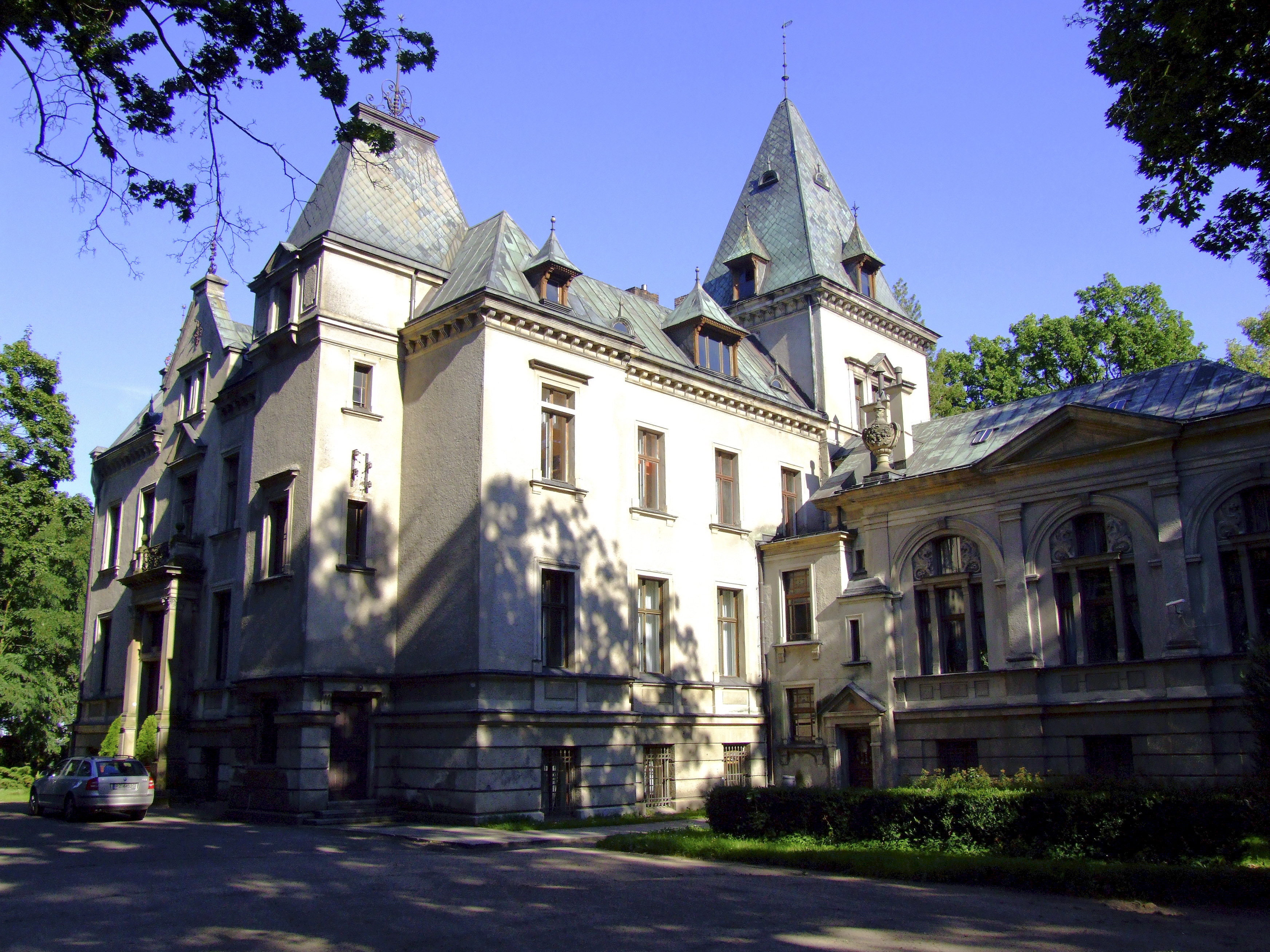
Palast in Brody. P. R. Schreyner. 23. September 2012.

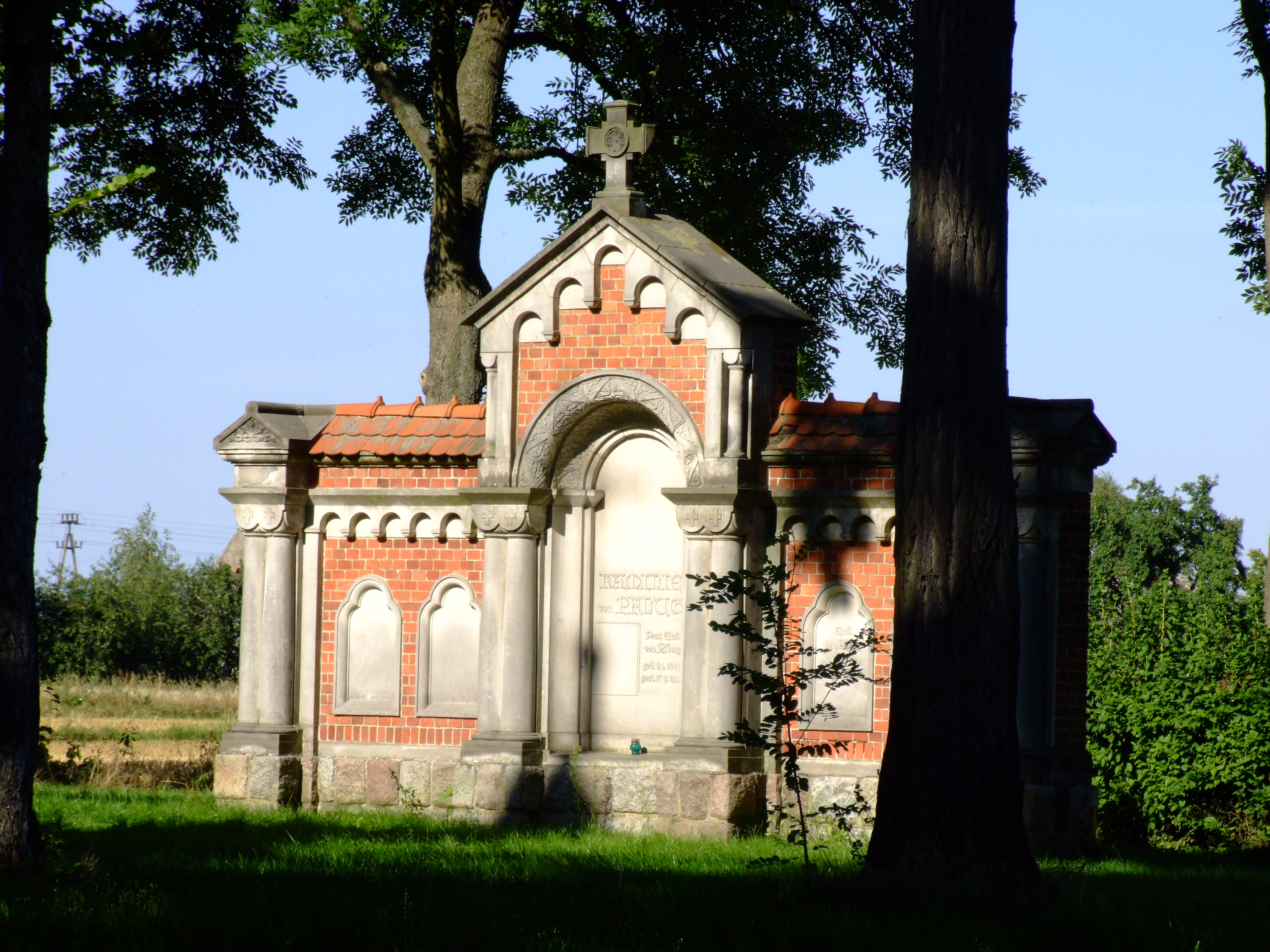
Mausoleum der Familie von Pflug. P. R. Schreyner. 26. Juli 2012.

Brody (Broda, 1943–1945 Pflugfelde) ist ein Dorf in Polen, in der Gemeinde Lwówek, in der Woiwodschaft Großpolen.
Der Ort liegt ca. 9 Kilometer östlich von Lwówek und 43 Kilometer westlich von Posen.

## Orts- und Gutsgeschichte
Brody wurde 1250 das erste Mal schriftlich erwähnt. Die Ortschaft gehörte zum Landkreis Neutomischel. Im Herbst 1939 erfolgte die Umbenennung in Pflug, im Mai 1943 in Pflugfelde.
Seit 1874 gehörte das Gut des Ortes dem Potsdamer Unternehmer Friedrich Adolf Pflug und seiner Ehefrau Charlotte Amalie Riehl. Sie sind die Eltern des im Sommer 1910, in Travemünde, an Bord der Jacht „Hohenzollern“, geadelten zweiten Sohnes Emil Paul von Pflug (1849–1915). Der Oberleutnant d. R. a. D. war verheiratet seit 1882 mit Marie Niemeyer (1864–1942), die aus Detmold stammte und Tochter eines Gutsbesitzers war. Die zum Briefadel zugehörige Familie von Pflug ließ im Jahre 1890 einen Palace erbauen. Als Architekt vor Ort wirkte Franz Schwechten aus Berlin. Im Kreis Briesen gehörte der Adelsfamilie weitere Güter. Nachfolger in der Gutsherrschaft waren der Sohn Emil Friedrich Adolf von Pflug (1884–1925) und dann dessen ältester gleichnamiger Sohn Emil Friedrich Adolf von Pflug (1913–1976). Dieser lebte mit seiner Familie nach 1945 im Schwarzwald.
Die neugotische Kapelle, ebenfalls mit Hilfe der Gutsbesitzerfamilie entstanden, wurde Anfang des 20. Jahrhunderts gebaut und diente als evangelischer Gottesdienstort. Zu den Sehenswürdigkeiten des Ortes gehört auch eine Holzkirche.
Neben der Holzkirche befindet sich ein Denkmal, das der im Ersten Weltkrieg, im Großpolnischen Aufstand und im Zweiten Weltkrieg gefallenen Einwohner gedenkt.

## Archiv-Quellen
- Das von dem Rittergutsbesitzer Paul Emil Pflug in Brody errichtete Emil Pflugsche Familienfideikommiß Brody, Sign. Geheimes Staatsarchiv Preußischer Kulturbesitz, I. HA Rep. 84a, Nr. 45442, Deutsche Digitale Bibliothek